# Ulrik Christian Gyldenløve
Ulrik Christian Gyldenløve (Castillo de Jægersborg, 7 de abril de 1630-Copenhague, 11 de diciembre de 1658) fue el hijo ilegítimo de Cristián IV y Vibeke Kruse, la camarera de su segunda esposa Kirsten Munk.

## Biografía
Ulrico Cristián, tal y como aparece mencionado en los documentos contemporáneos, recibió Skinnerup en febrero de 1645 de su padre, el rey Cristián IV, quien lo había comprado a nombre de su hijo el 26 de febrero de 1632. Fue la madre del niño, Vibeke Kruse, quien administró la propiedad. La finca fue evaluada, y como el patio principal estaba muy deteriorado, el rey dio órdenes en 1636-37 de comenzar la construcción de un edificio principal terminado en 1639, decidiendo que la finca debería llamarse Ulriksholm el 27 de noviembre de 1643. Ulrico Cristián tenía entonces 13 años y medio.
Ulrico Cristián Gyldenløve era teniente general y tenía el mando parcial del ejército de Dinamarca durante la Guerra de Carlos Gustavo, junto con, entre otros, el mariscal Anders Bille y el jefe del ejército en Skåne Axel Urup. Cuando los suecos irrumpieron en Kalvebod Strand en Copenhague, Ulrico Cristián ya estaba muerto (de malaria, llamada fiebre del tercer día), y su cuñado Claus Ahlefeldt mantuvo la parte de la violencia de Ulrico Cristián. Aquí, se libró una sangrienta batalla entre el ejército danés-holandés y el ejército sueco-alemán.
Gyldenløvesgade en Copenhague y Odense llevan su nombre.
Cristián V también tuvo un hijo con ese nombre.